# Leptorhaconotus testaceus
Leptorhaconotus testaceus är en stekelart som beskrevs av Granger 1949. Leptorhaconotus testaceus ingår i släktet Leptorhaconotus och familjen bracksteklar. Inga underarter finns listade i Catalogue of Life.